# Natallja Laurynenka
Natallja Pjatrouna Laurynenka (belarussisch Наталля Пятроўна Лаўрыненка; * 30. März 1977 in Krytschau) ist eine ehemalige belarussische Ruderin.

## Biografie
Natallja Laurynenka war Teil der belarussischen Crew, die bei den Olympischen Sommerspielen 1996 in Atlanta Bronze in der Regatta mit dem Achter gewann. Zur Besatzung gehörten neben Laurynenka auch: Aljaksandra Pankina, Natallja Woltschak, Tamara Dawydsenka, Waljanzina Skrabatun, Alena Mikulitsch, Natallja Stassjuk, Marina Snak sowie Steuerfrau Jaraslawa Paulowitsch.